# Chronologie de la sécurité sociale en France
 (mai 2023).
La mise en forme du texte ne suit pas les recommandations de Wikipédia : il faut le « wikifier ».
Les points d'amélioration suivants sont les cas les plus fréquents :
- Les titres sont pré-formatés par le logiciel. Ils ne sont ni en capitales, ni en gras.
- Le texte ne doit pas être écrit en capitales (les noms de famille non plus), ni en gras, ni en italique, ni en « petit »…
- Le gras n'est utilisé que pour surligner le titre de l'article dans l'introduction, une seule fois.
- L'italique est rarement utilisé : mots en langue étrangère, titres d'œuvres, noms de bateaux, etc.
- Les citations ne sont pas en italique mais en corps de texte normal. Elles sont entourées par des guillemets français : « et ».
- Les listes à puces sont à éviter, des paragraphes rédigés étant largement préférés. Les tableaux sont à réserver à la présentation de données structurées (résultats, etc.).
- Les appels de note de bas de page (petits chiffres en exposant, introduits par l'outil «  Source ») sont à placer entre la fin de phrase et le point final[comme ça].
- Les liens internes (vers d'autres articles de Wikipédia) sont à choisir avec parcimonie. Créez des liens vers des articles approfondissant le sujet. Les termes génériques sans rapport avec le sujet sont à éviter, ainsi que les répétitions de liens vers un même terme.
- Les liens externes sont à placer uniquement dans une section « Liens externes », à la fin de l'article. Ces liens sont à choisir avec parcimonie suivant les règles définies. Si un lien sert de source à l'article, son insertion dans le texte est à faire par les notes de bas de page.
- La présentation des références doit suivre les conventions bibliographiques. Il est recommandé d'utiliser les modèles {{Ouvrage}}, {{Chapitre}}, {{Article}}, {{Lien web}} et/ou {{Bibliographie}}. Le mode d'édition visuel peut mettre en forme automatiquement les références.
- Insérer une infobox (cadre d'informations à droite) n'est pas obligatoire pour parachever la mise en page.

Pour une aide détaillée, merci de consulter Aide:Wikification.
Si vous pensez que ces points ont été résolus, vous pouvez retirer ce bandeau et améliorer la mise en forme d'un autre article.
 (mai 2023).
Cet article est une chronologie de la sécurité sociale depuis sa création. Elle prend son sens dans le cadre de l'histoire de la sécurité sociale.

## Avant 1945

### Sous l'ancien régime
- 1673 : régime des marins créé par le ministre de Louis XIV, Colbert dans le cadre du corporatisme[1].
- Mars 1713 : création d'un système d'allocation pour les veuves de marin[2].
- Juillet 1720 : création d'une caisse d'assurance maladie[2].

### De la Révolution aux guerres mondiales
- 1791 : la Loi Le Chapelier suppression des allocations et des corporations.
- 1848 : l'anarchiste Pierre Joseph Proudhon théorise le mutualisme.
- 1852 : Napoléon III crée la mutuelle impériale.
- 1863 : à Lyon, le catholique social Léon Hamel crée le premier système de sécurité sociale d'entreprise.
- 1881 : Otto von Bismarck crée la sécurité sociale.
- En 1888 en France : création pour l'industrie d'une mutuelle ouvrière.
- 5 avril 1910 : Léon Bourgeois, ministre du travail de Georges Clemenceau recrée le système des retraite surprime par la révolution française.
- 14 août 1935 : Roosevelt dans le cadre du New Deal utilise pour la première fois le terme "sécurité sociale".

## L'apogée de l'État providence (1945-1996)
- 4 et 19 octobre 1945 : le gouvernement provisoire du Général de Gaulle crée par ordonnance la sécurité sociale sous proposition du ministre communiste Ambroise Croizat.
- 1947 : création des régimes complémentaires des cadres et non cadres par des accords interprofessionnels collectifs.
- 1952 : création de la mutuelle sociale agricole (MSA)
- 1966 : création de la Caisse national d'assurance maladie des professions indépendantes, destinée aux soins relatifs à la maternité pour les salariés non agricoles.
- 21 août 1967 création par le ministre de la sécurité sociale Jeanneney du régime général de sécurité sociale
- 1973 : convergence des régime de protection des commerçants et des artisans
- 1978 : création de la sécurité sociale pour les cultes
- 1982 : abaissement de l'âge de la retraite à 60 ans
- 1990 : création de la Contribution sociale généralisé (CSG)

## Entre remise en cause et réorganisation depuis 1996
- 1996 : création de la contribution au remboursement de la dette sociale (CRDS)
- 1997 : création de la carte Vitale carte d'assurance maladie à puce magnétique
- 2004 : création du médecin traitant
- 2006 : création du Régime social des indépendants (RSI)
- 2008 : le régime des retraites passe de 60 ans à 62 ans
- 2017 : suppression du régime social des indépendants (RSI)
- 2023 : le régime des retraites passe de 62 ans à 64 ans

## Note et référence
1. ↑  Louise Gaxie, « Les grandes dates de l’histoire de la Sécurité sociale », sur SILO, 14 mars 2018 (consulté le 10 mai 2023)
2. 1 2  https://www.biusante.parisdescartes.fr/sfhm/hsm/HSMx1981x015x003/HSMx1981x015x003x0251.pdf